# 이상혁 (1810년)
이상혁(李尙爀, 1810년 ~ ?)은 조선 후기의 수학자, 천문학자이다. 본관은 합천, 자는 지수(志叟).
할아버지 이만구(李晩求)와 아버지 이병철(李秉喆) 모두 계사(計士)를 지내는 등, 5대조부터 대대로 수학자의 집안이었다. 1830년 운과와 1831년 주학 취재를 합격하여 주별제(籌別提, 종6품)와 운과정(雲科正, 정3품)을 지냈다. 예조 판서를 지냈으며, 남병길과 교류하며 수학과 천문학 연구를 하였다. 홍정하 등과 함께 조선시대의 위대한 수학자로 손꼽힌다. 천문서인 『규일고』(1850)와 수학서인  『차근방몽구(借根方蒙求)』(1854), 『산술관견(算術管見)』(1855), 『익산(翼算)』(1869)을 저술하였다.